# Кужлевка (Ивановская область)
Кужлевка — упразднённый посёлок, вошедший в состав города Заволжск, ныне административный центр Заволжского района Ивановской области России.

## География
Расположен был на левом берегу реки Волги (современное Горьковское водохранилище), напротив города Кинешма.

## История
20 февраля 1934 года Президиум ВЦИК постановил «Образовать рабочий посёлок под наименованием Заволжье в составе следующих населенных пунктов Кинешемского района: при химзаводе и фабриках „Фибра“ и „Приволжанка“, Кужлевки, Жилинского, Тихомировского, Нового, Чирковского, Алексинского, Владычного, Чиркова, Скрипцова, Жилина, Уракова, Мяснева и Рябининского с заволжской больницей».

## Транспорт
Стоял на дороге из г. Костромы (современная ул. Мира Заволжска).